# Marie-Louise von Franz

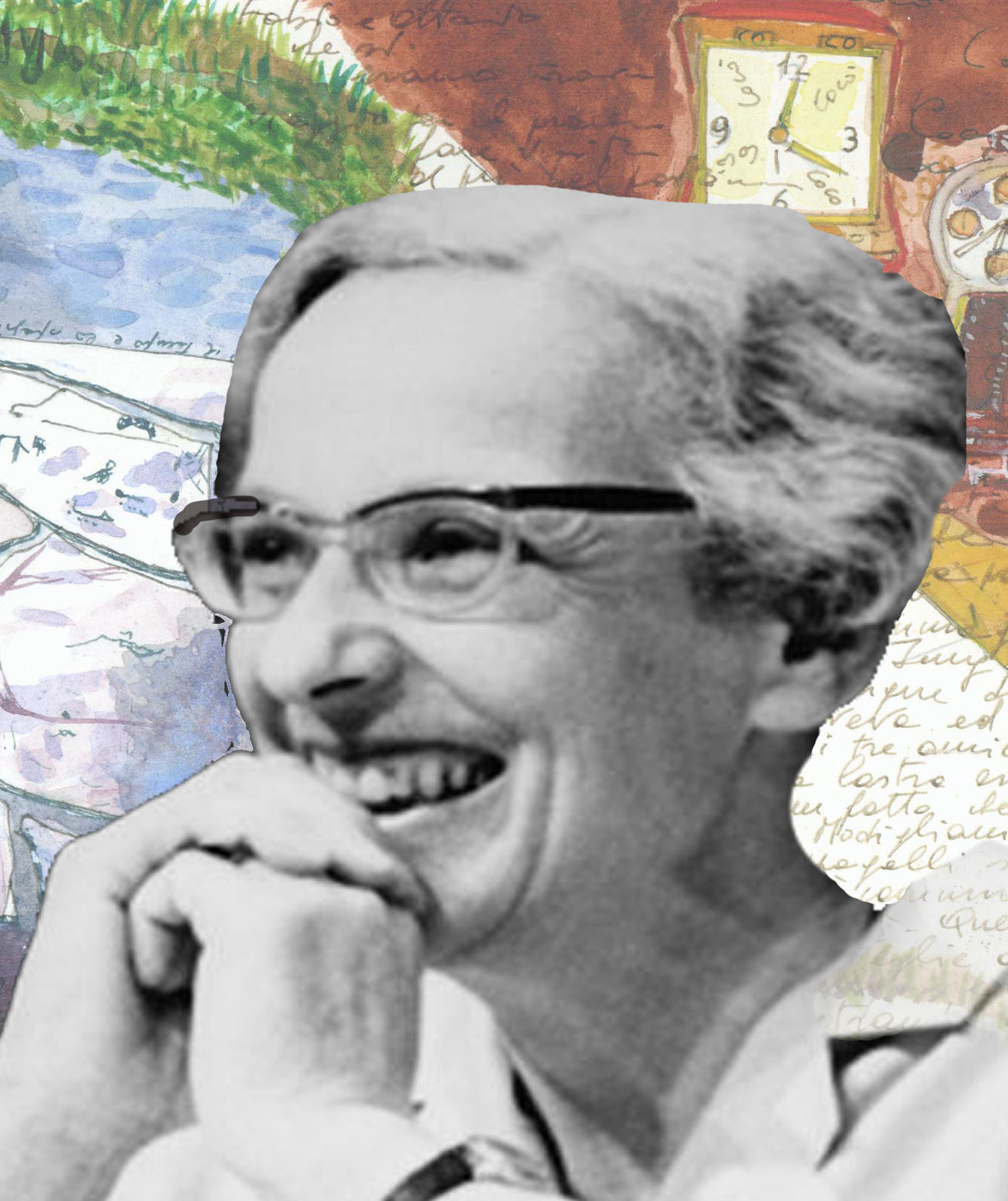
Marie-Louise von Franz

 Marie-Louise von Franz (* 4. Januar 1915 in München; † 17. Februar 1998 in Küsnacht bei Zürich) war eine Schweizer Altphilologin, Mitarbeiterin von Carl Gustav Jung, praktizierende Psychotherapeutin sowie Dozentin und Lehranalytikerin am C. G. Jung-Institut Zürich. Bekannt ist sie für ihre tiefenpsychologischen Deutungen von Märchen und alchemistischen Texten.

## Leben
Marie-Louise Ida Margareta von Franz war die Tochter von Margret Susanne, geborene Schoen (1883–1962) sowie Baron Erwin Gottfried von Franz (1876–1944), einem österreichischen Oberst im Generalstab der österreichisch-ungarischen Armee. Sie lebte ab 1919 in der Schweiz, im ländlich geprägten Rheineck im Kanton St. Gallen.
Um das auf Sprachen und Literatur spezialisierte „Freie Gymnasium“ in Zürich besuchen zu können, wohnte Marie-Louise von Franz ab 1928 zusammen mit ihrer älteren Schwester, die dieselbe Schule besuchte, in einer Pension in der Bärengasse in der Innenstadt von Zürich. Drei Jahre später, 1931, zog die ganze Familie nach Zürich, in die Dolderstraße 107.
1938 oder 1939 wurde Marie-Louise von Franz in der Schweiz eingebürgert.

### Zusammenarbeit mit C.G. Jung
1933 lernte M.-L. von Franz den Psychiater Carl Gustav Jung kennen. Die erste, für sie tief beeindruckende und, wie sie ihrer Schwester gegenüber am selben Tag äußerte, „entscheidende Begegnung“ mit C. G. Jung ereignete sich gegen Ende ihrer Schulzeit, als Gymnasiastin mit 18 Jahren. Ein Klassenkamerad und Neffe von Toni Wolff, einer Mitarbeiterin C. G. Jungs, habe sie und sieben befreundete Jungen zu einem Besuch bei Jung in seinem Turm in Bollingen am oberen Seeufer des Zürisees eingeladen. Mit Jung diskutierten sie lebhaft über Psychologie. Durch eine damalige Bemerkung Jungs über eine Patientin, die „auf dem Mond lebt“, habe sie begriffen, so Maguire, dass es zwei Ebenen der Realität gibt: dass das psychologische Geschehen, die innere Welt mit ihren Träumen und Mythen, ebenso real sei wie die äussere Welt. In der Folge besuchte sie ab 1933 Jungs psychologische Vorlesungen an der Eidgenössischen Technischen Hochschule Zürich (ETH Zürich). 1934 begann sie eine Analyse mit C. G. Jung und nahm ab 1935 an seinem psychologischen Seminar teil. Als Gegenleistung für die Analyse befasste sie sich mit zwei größeren alchemistischen Manuskripten, der dem Heiligen Thomas von Aquin zugeschriebenen Aurora Consurgens und dem Musaeum Hermeticum. Da zahlreiche Passagen darin aus Abhandlungen islamisch-persischen Ursprungs stammten, nahm sie zu ihren Studienfächern auch Arabisch dazu.
So begann eine lange Zusammenarbeit mit Carl Gustav Jung, die bis zu dessen Tod 1961 dauerte. Besonders intensiv war die Zusammenarbeit bezüglich seiner Studien über Alchemie. Sie übersetzte – und kommentierte später auch – für ihn lateinische und griechische Texte. So ergänzte sie Jungs 1957 erschienenes Alterswerk Mysterium Coniunctionis mit einer eigenen Interpretation der Aurora consurgens, eines christlich-alchemistischen Textes, und machte schlüssig, dass dieser Text tatsächlich von Thomas von Aquin diktiert worden sein muss. Die Erfahrung dessen, was C. G. Jung objektive Psyche oder kollektives Unbewusstes nannte, prägten ihr Leben und Werk ebenso wie ihre Auseinandersetzung mit der Wirklichkeit dieser Schicht der Psyche, die dem Bewusstsein autonom gegenübersteht.

### Studium
Ebenfalls 1933 begann M.-L. von Franz ihr Studium der klassischen Philologie und Sprachen (Latein, Griechisch) als Hauptfächer sowie Literatur und alte Geschichte als Nebenfächer an der Universität Zürich, das sie 1940 „summa cum laude“ mit ihrer Promotion über Die ästhetischen Anschauungen der Iliasscholien abschloss. Ihr Doktorvater Ernst Howald schrieb darüber: „summa diligentia et magna sagacitate conscripta“ (übersetzt: „mit höchster Sorgfalt/Genauigkeit und großer Spürkraft verfasst“).

### Karge Zeiten – Märchendeutung und Nachhilfe
Da Marie-Louise von Franz’ Vater in den frühen 1930er Jahren den größten Teil seines Geldes verloren hatte, mussten die Töchter während ihres Universitätsstudiums das Geld für die Einschreibe- und Studiengebühren, später auch für ihren gesamten Lebensunterhalt, selbst verdienen.
Kurz vor dem Ausbruch des Zweiten Weltkriegs wandte sich Hedwig von Beit an Marie-Louise von Franz mit der Bitte, ihr beim Schreiben eines Buches über Märchen zu helfen. Von Franz widmete dieser Forschung und Deutungsarbeit viel Zeit, die für sie – wie auch ihre alchemistischen Studien – zunehmend wichtig für psychologische Fragen wurde. So begann von Franz ihre mehr als neunjährige Arbeit über die Symbolik des Märchens. Das gleichnamige dreibändige Werk erschien allerdings nur unter dem Namen Hedwig von Beits. Darin wie auch in späteren Vorträgen, wo von Franz die Märchendeutungen mit dem Boden der Realität und Erfahrungen verband, machte sie die in Märchen inhärente psychologische Weisheit deutlich, als deren rechtmäßige Entdeckerin sie Alfred Ribi zufolge verstanden werden kann.
Während vieler Jahre lebte Marie-Louise von Franz sehr bescheiden und verdiente ihren Lebensunterhalt als Nachhilfelehrerin für Latein und Griechisch für Gymnasiasten und Studenten.
1936 erhielt sie von der ETH Zürich ein Stipendium über 500 SFr für symbolische historische Forschung. C. G. Jung hatte den entsprechenden Antrag unterstützt.

### Wohnen: allein, mit Barbara Hannah, im Bollinger Turm
1944 starb ihr Vater, und ihre Mutter musste das Familienhaus verkaufen. Marie-Louise von Franz wohnte zunächst in der Jupiterstraße in einem Zimmer und später, ebenfalls im Zürcher Stadtteil Hottingen, in der Englischviertelstraße.
1946 zog sie auf Vermittlung von C. G. Jung mit der 25 Jahre älteren Barbara Hannah zusammen in eine Dreizimmerwohnung am Hornweg 2 in Küsnacht bei Zürich.
Marie-Louise von Franz habe ein leidenschaftliches Interesse an Natur und Gartenarbeit gehabt, wie ihre Schwester berichtet. Um ihrem Bedürfnis nach Natur entgegenzukommen, habe sie ein Stück Land am Rand eines großen Waldes in Bollingen erworben und dort auf einer Hügelkuppe 1958 einen quadratischen Turm gebaut. Dabei sei sie dem Vorbild und der Anregung von Carl Gustav Jung gefolgt. Da der Turm als Einsiedelei gedacht war, verfügte er absichtlich nicht über Elektrizität. Aus dem umliegenden Wald holte sie Holz zum Heizen und Kochen. Neben dem Haus befand sich ein Moortümpel mit Kröten und Fröschen, die sie sehr geliebt habe. Dieser Turm habe es ihr ermöglicht, von Zeit zu Zeit der modernen Zivilisation mit ihrer Unrast zu entkommen und Zuflucht in der Natur zu finden, wie ihre Schwester schildert. Ebenso habe sie dort den größten Teil ihrer Bücher geschrieben, die sie früh in ihrem Leben geplant habe und über die Jahrzehnte hinweg eines nach dem anderen realisiert habe.
Von 1965 an wohnte sie mit Barbara Hannah in einem Haus in der Lindenbergstraße 15 in Küsnacht, wo beide mehr Raum hatten als zuvor im Hornweg.

### Arbeit als Analytikerin
1942 hatte M.-L. von Franz einen Traum, aus dem sie im Gespräch mit Jung schloss, dass sie Analytikerin werden solle. Im selben Jahr nahm sie die Arbeit mit ersten Analysanden (jemand, der sich einer psychoanalytischen Behandlung unterzieht) auf.
1941–1944 war sie assoziiertes Mitglied des „Psychologischen Clubs“ von Zürich. Ihre erste Vorlesung dort hielt sie am 7. Juni 1941 über „Einige Bemerkungen zu den Visionen der Heiligen Perpetua“, ein Thema, zu dem sie 1949 das Buch „Die Passion der Perpetua“ veröffentlichte. In den folgenden Jahren hielt sie viele weitere Vorlesungen am Psychologischen Club. Oft bildeten sie die Grundlage eines Teils ihrer Bücher.
Von 1942 bis 1952 fungierte sie als Bibliothekarin des Psychologischen Clubs. 1944 wurde sie Vollmitglied.
In ihrer psychotherapeutischen Praxis in Küsnacht deutete sie über 60’000 Träume von Klienten und praktizierte bis zu ihrem Tod.
Ende 1956 wurde sie Lehranalytikerin und Dozentin am C. G. Jung-Institut in Küsnacht bei Zürich. Von 1994 an war sie Ehrenpräsidentin des Forschungs- und Ausbildungszentrums für Tiefenpsychologie nach C. G. Jung und Marie-Louise von Franz.
1974 gründete sie zusammen mit einigen ihrer Schüler (René Malamud, Willi Obrist, Alfred Ribi, Paul Walder) die Stiftung für Jung’sche Psychologie. Diese hat die Unterstützung der Forschung und die Verbreitung der Erkenntnisse auf dem Gebiete der Jung’schen Tiefenpsychologie zum Ziel. Im stiftungseigenen Verlag erscheinen die Zeitschrift Jungiana, Bücher zur analytischen Psychologie sowie fortlaufend eine kritische Edition von Franz’ Werken.

### Vortrags- und Reisetätigkeiten
1937 nahm von Franz erstmals an der „Eranos-Konferenz“ in Ascona (Schweiz) teil. 1950 reiste sie nach Paris, 1951 nach Amerika. In Amerika hielt sie während drei Monaten Vorlesungen und reiste durch das Land. Weitere Reisen führten sie 1955 nach Ägypten und 1956 nach Griechenland.
Ab den 1960er Jahren bildeten Vortragsreisen einen Teil ihrer beruflichen Tätigkeiten: Sie reiste 1968, 1975, 1979 und 1984 nach Amerika und 1975 nach Montreal. In Deutschland war sie 1971 in Bremen, 1972 in Elmau (bei Garmisch-Partenkirchen), 1974 in Herrenalb/Baden-Baden, 1977 in Lindau am Bodensee sowie 1986 in Garmisch-Partenkirchen. 1974 reiste sie nach London, 1977 nach Graz (Österreich) und Rom und 1981 nach Paris. Eher privat veranlasst waren 1963 eine Reise nach Schottland, 1970 nach Asien (u. a. Bangkok, Tokyo, Kyoto, Hongkong, Bali, Singapur), 1973 nach Rom und 1984 nach Florenz.

### Freundschaften
- Mit dem Physiker und Nobelpreisträger Wolfgang Pauli: Von 1947 bis 1955 stand Marie-Louise von Franz im Austausch mit Wolfgang Pauli. Anfangs half sie ihm bei Übersetzungen der Texte von Johannes Kepler (1571–1630) und Robert Fludd (1574–1637). Es folgten Jahre des intensiven wissenschaftlichen Austauschs zu Fragen der Beziehungen von Physik und Tiefenpsychologie, von Zahl und Archetyp, aber auch über Paulis Träume und Aktive Imaginationen, die er von Franz, die zeitweise seine Analytikerin war,[18] mitteilte. Die Beziehung zwischen beiden dauerte bis 1955; sie war wohl nicht einfach und wohl platonischer Natur. Pauli bezeichnete sie als seine Inspirationsquelle (femme inspiratrice)[19]. Von ihrem Briefwechsel sind nur die Briefe Paulis erhalten;[20] die Briefe von Marie-Louise von Franz wurden von Paulis Witwe Franca nach seinem Tod vernichtet.[21]
- Mit der Analytikerin Barbara Hannah: Marie-Louise von Franz wurde von C. G. Jung ermutigt, mit ihrer Kollegin und Analytikerin Barbara Hannah zusammenzuleben. Über den Grund für ihr Zusammenleben sagte Jung, beide seien vor allem an Analysen interessiert und Analytiker sollten nicht allein leben.[22] Die beiden Frauen pflegten eine lebenslange Freundschaft.

### Letzte Jahre
Nach 1986 führte sie ein stärker introvertiertes Leben in ihrem Haus in Küsnacht und zog sich während des Jahres häufiger in ihren Turm in Bollingen zurück, wo sie sich manchmal bis zu insgesamt fünf Monaten im Jahr aufhielt. Sie traf weiterhin Freunde und Analysanden aus aller Welt und widmete sich ihrer schöpferischen Arbeit, speziell der Arabischen Alchemie.
Marie-Louise von Franz litt während ihrer letzten Lebensjahre an Parkinson. Sie nahm bewusst nur ein Minimum an Medikamenten, so Barbara Davies, und sei bis zu ihrem Tod zwar zunehmend körperlich stark beeinträchtigt gewesen, jedoch bei klarem Verstand und Bewusstsein. Im Alter von 83 Jahren, am 17. Februar 1998, starb sie an den Folgen ihrer Krankheit.

## Leistungen
In ihrer Arbeit lassen sich vier Schwerpunkte erkennen:
- Thema Alchemie: Sie edierte, übersetzte und kommentierte das dem Thomas von Aquin zugeschriebene alchemistische Traktat Aurora Consurgens, das als dritter Band von C. G. Jungs Mysterium Coniunctionis 1957 erschienen ist. Gegen Ende ihres Lebens kommentierte sie das Hal ar-Rumuz (Buch der Erklärung der Symbole) des arabischen Alchemisten Muḥammad Ibn Umail.[25]
- Märchendeutungen. Die von Hedwig von Beit beauftragten Deutungen[26] in ihrer Symbolik des Märchens stammen von Marie-Louise von Franz[27] und entstanden im Zeitraum von 1938 bis 1948.[28] Aus diesem Fundus und ihrer weiteren Arbeit an Märchen entstanden eine ganze Reihe Publikationen über Märchen, wodurch sie auch einem grösseren Publikum bekannt geworden ist. Marie-Louise von Franz’ Märchenpublikationen sind vorwiegend überarbeitete Vorlesungen. Themen sind z. B. das Problem des Bösen, die Wandlung in der Einstellung zum Archetyp des Weiblichen und archetypische Erfahrung der Individuation.[29]
- Ab 1960 beschäftigte sich Marie-Louise von Franz, basierend auf C. G. Jungs Konzept der Synchronizität, mit der archetypischen Auffassung der natürlichen Zahlen. Damit versuchte sie sich dem hinter der Erscheinungen von Psyche und Materie liegenden Einheitsaspekt des Seins, dem Unus Mundus, zu nähern, worüber sie in ihrem Werk Zahl und Zeit[30] schreibt. Der Frage nach der Beziehung zwischen Psyche und Materie geht auch ihr Buch Spiegelungen der Seele. Projektion und innere Sammlung in der Psychologie C. G. Jungs nach.[31] Aufsätze zu diesem Thema aus der Zeit zwischen 1960 und 1986 sind im Buch Psyche und Materie gesammelt.[32] Darin befinden sich auch Aufsätze zum Prinzip der Synchronizität. Marie-Louise von Franz war die erste, die 1968 auf die Parallele zwischen der mathematischen Struktur der DNA und dem I Ging aufmerksam machte.[33]
- Ihre psychotherapeutische Praxis diente als Erfahrungsgrundlage für Vorträge zu Problemen der praktischen Psychologie. Viele dieser Vorträge wurden in überarbeiteter Form an verschiedenen Orten publiziert.[34]

## Werk
Die Kompensation der Einseitigkeit des Christentums durch das kollektive Unbewusste war ein grundlegendes Thema in ihrem Werk.
Diese Fragestellung erörterte sie
- In ihrer Analyse der Träume der Märtyrerin Perpetua.[36] Darin zeigt sie, „wie sich das Werden des christlichen Glaubens, der Übergang von der Antike ins Christentum, in der Seele betroffener Menschen damals darstellte.“[35]
- Anhand der Gefäßsymbolik des Grals in den Gralslegenden (und seiner Gralsgestalt Merlin).[37]
- In ihren Arbeiten zur Alchemie, speziell der Aurora Consurgens und dem Hal ar-Rumuz (Buch der Erklärung der Symbole) des arabischen Alchemisten Muḥammad Ibn Umail.[38]
- In den Visionen des Heiligen Nikolaus von Flüe. Diese weisen laut von Franz auf das Dunkle, Böse sowie die kosmische Natur als Teile eines ganzheitlichen Gottesbildes. Sie offenbarten „gewisse Grundtendenzen des kollektiven Unbewußten, welche das christliche religiöse Symbol weiterzuentwickeln streben“ und zeigen „Orientierungspunkte, die uns angeben ... wohin die unbewußte Psyche uns hinbringen will: nämlich zu tieferer Realisierung des Gegensatzproblems und dadurch zu größerer Gottesnähe und Gottesfurcht.“[39]

## Märchenverständnis
Ihre Märcheninterpretationen beruhen auf Jungs Ansicht, dass „das Märchen als ein spontanes, naives Produkt der Seele […] wohl nicht anders als das aussprechen [kann], was eben die Seele ist.“ Marie-Louise von Franz verstand Märchen als durchschnittliche Bilder verschiedener Phasen der Erfahrung seelischer Wirklichkeit. Sie sind „der reinste und einfachste Ausdruck kollektiv unbewußter psychischer Prozesse. Die Bedeutung eines Textes ist in der Gesamtheit der Motive und dem spezifischen Verlauf der Handlung enthalten. Obschon jedes Märchen ein relativ geschlossenes System mit einer je wesentlichen psychologischen Bedeutung darstellt, umschreiben alle Märchen offenbar doch die gleiche unbekannte und nicht ausschöpfbare seelische Tatsache. Jung nennt diese das Selbst, welches die seelische Ganzheit eines Individuums wie paradoxerweise auch das regulierende Zentrum des kollektiven Unbewußten ist“. Jeder im Märchen repräsentierte Archetyp repräsentiert zum einen bloß einen Aspekt des kollektiven Unbewussten. Zum anderen repräsentiert er jeweils auch stets das ganze kollektive Unbewusste.
Held und Heldin – die Identifikationsfiguren für die Zuhörer – sind als archetypische Gestalten zu verstehen (nicht als gewöhnliches menschliches Ich) und repräsentieren damit die archetypische Grundlage des Ichkomplexes. Sie sind „wie ein Leitbild für das von der Instinktgrundlage oft abweichende individuelle Bewußtsein“. Zum einen lassen sie sich als Funktion des Selbst auffassen, sind aber zugleich auch Sinnbild für eine 'richtige' von der psychischen Ganzheit geforderte Ichhaltung. G. Isler erläutert von Franz’ Verständnis dessen: „Sowohl die Figur des Helden wie auch der ganze Verlauf der Märchenhandlung kompensieren die anfänglich ungenügende oder falsche Einstellung des Bewußtseins: Die anfängliche Not- oder Mangelsituation ist am Schluß des Märchens behoben, dieser weist meist eine 'ganzheitlichere' Struktur auf als der Anfang, was einer Erneuerung des nun herrschenden Bewußtseins (ausgedrückt z. B. durch den jungen König) entspricht, das nun 'richtiger' auf die psychische Ganzheit ausgerichtet ist.“ Märchen kompensieren einerseits das individuelle Bewusstsein, aber ebenso eine „ungenügende Einstellung des kollektiven Bewußtseins, welches im europäischen Kulturkreis vorwiegend durch das Christentum geprägt ist“. Das Schicksal der Helden wird folglich nicht, wie häufig in personalistisch-subjektivistischen Deutungsversuchen als individuelle Neurose verstanden, sondern als Schwierigkeiten und Gefahren, die dem Menschen von der Natur auferlegt werden.

## Schriften
- 1943 Die ästhetischen Anschauungen der Iliasscholien (im Codex Venetus und Townleianus). Abhandlung zur Erlangung der Doktorwürde der Philosophischen Fakultät I der Universität Zürich. Dietikon 1943.
- 1951 Die Passio Perpetuae. Versuch einer psychologischen Deutung. In: Carl Gustav Jung: Aion. Untersuchungen zur Symbolgeschichte. Zürich, S. 387–596. Aktuelle Ausgabe: Passio Perpetuae. Das Schicksal einer Frau zwischen 2 Gottesbildern. Daimon, Zürich 1982. ISBN 3-85630-011-2.
- 1952 Hedwig von Beit u. Marie-Louise von Franz: Symbolik des Märchens Bd. I. Versuch einer Deutung. Bern. 2. verbesserte Auflage, 1960, 7. Auflage 1986.
- 1957 Aurora Consurgens. Ein dem Thomas von Aquin zugeschriebenes Dokument der alchemistischen Gegensatzproblematik. In: Carl Gustav Jung: Mysterium Coniunctionis. Vol. III, Zürich, Stuttgart. 2. Ausgabe in: Gesammelte Werke Bd. 14/III, Olten 1971.
- 1957 Symbolik des Märchens. Gegensatz und Erneuerung im Märchens . Mit Registerband. (Beides 6. Aufl. 1997.)
- 1959 Die Visionen des Niklaus von Flüe (= Studien aus dem C. G. Jung-Institut Zürich. Bd. IX). Stuttgart/Zürich. Spätere Ausgaben: Daimon, Einsiedeln/Zürich 1980 (zweite Ausgabe), 1991 (vierte Auflage) ISBN 3-85630-001-5.
- 1960 Die Graalslegend in psychologischer Sicht (= Studien aus dem C. G. Jung-Institut Zürich. Bd. XII). Von Emma Jung und Marie-Louise von Franz. Zürich/Stuttgart. 2. Ausgabe im Walter-Verlag, Olten/Freiburg 1980, ISBN 3-530-40802-6. Aktuelle Ausgabe im Patmos-Verlag, Düsseldorf 2001. ISBN 3-491-69040-4. (Marie-Louise von Franz beendete das von Emma Jung begonnene Werk).
- 1968 C. G. Jung, Marie-Louise von Franz, Joseph L. Henderson und Jolande Jacobi: Der Mensch und seine Symbole. Ex libris, Zürich 1968. Aktuelle Ausgabe Patmos Ostfildern 2012. ISBN 978-3-8436-0294-5 und ISBN 3-8436-0294-8. Marie-Louise von Franz schreibt darin über den Individuationsprozess und das Abschlusskapitel Das Unbewusste und die Wissenschaften.
- 1970 Zahl und Zeit. Psychologische Überlegungen zu einer Annäherung von Tiefenpsychologie und Physik. Stuttgart 1970. Zweite, aktuelle Ausgabe bei Klett-Kotta, Stuttgart 1990, ISBN 3-608-93155-4.
- 1972 C. G. Jung. Sein Mythos in Unserer Zeit. Frauenfeld und Stuttgart 1972. Überarbeitete Neuauflage vom Verlag Stiftung für Jung'sche Psychologie, Küsnacht 2007. ISBN 978-3-908116-67-7. Mit verändertem Titel: C. G. Jung. Leben, Werk und Visionen. Königsfurt, Krummwisch bei Kiel 2001, ISBN 3-89875-011-6.
- 1977 Das Weibliche im Märchen. Englisches Original: The Feminine in Fairy Tales, übersetzt von Jutta von Graevenitz. 2. Ausgabe: Bonz, Fellbach-Oeffingen 1985. ISBN 3-87089-117-3. Überarbeitete Neuauflage vom Verlag Stiftung für Jung'sche Psychologie Küsnacht 2014. ISBN 978-3-908116-71-4.
- 1978 Spiegelungen der Seele. Projektion und innere Sammlung in der Psychologie von C. G. Jung. Kreuz, Stuttgart, Berlin 1978. ISBN 3-7831-0557-9. Überarbeitete Neuauflage vom Verlag Stiftung für Jung'sche Psychologie, Küsnacht 2005. ISBN 978-3-908116-61-5.
- 1980 Die Erlösung des Weiblichen im Manne. Der goldene Esel von Apuleius in tiefenpsychologischer Sicht. Engl. Originaltitel The Psychological Interpretation of the Golden Ass of Apuleius 1970. Aktualisierte Neuauflage, übersetzt von Gisela Henney. Insel, Frankfurt 1980. ISBN 3-458-04844-8. Überarbeitete Neuauflage unter dem Titel Der Goldene Esel. Der Roman des Apuleius in tiefenpsychologischer Sicht. Verlag Stiftung für Jung'sche Psychologie, Küsnacht 2004. ISBN 3-908116-66-X.
- 1980 Licht aus dem Dunkel: Die Malerei von Peter Birkhäuser. Birkhäuser Verlag Basel, Boston, Stuttgart 1980. ISBN 3-7643-1190-8.
- 1984 Traum und Tod. Was uns die Träume Sterbender sagen. Kösel, München 1984. ISBN 3-466-34097-7. Überarbeitete Neuauflage im Walter Verlag 1999. ISBN 978-3-908116-65-3.
- 1985 Der Schatten und das Böse im Märchen. Engl. Originaltitel Shadow and Evil in Fairytales 1974 übersetzt von Gisela Schöller. Kösel, München 1985. ISBN 3-466-34107-8. Überarbeitete Neuauflage durch Eva-Wertenschlag-Birkhäuser, Stiftung für Jung'sche Psychologie, Küsnacht 2012 ISBN 978-3-908116-70-7.
- 1985 Die Suche nach dem Selbst. Individuation im Märchen. Engl. Originaltitel: Individuation in Fairytales. Übersetzt von Gisela Schoeller. Kösel, München 1985. ISBN 3-466-34115-9.
- 1985 Träume (Gesammelte Aufsätze Bd. 1). Daimon, Einsiedeln/Zürich 1985. ISBN 3-85630-023-6.
- 1986 Erlösungsmotive im Märchen. Kösel, München 1986. ISBN 3-466-34133-7. Englischer Originaltitel: The Psychological Meaning of Redemption Motifs in Fairytales, 1956.
- 1986 Psychologische Märcheninterpretation. Eine Einführung. Englischer Originaltitel: An Introduction to the Interpretation of fairytales 1970/71 übersetzt von Gisela Dokters. Kösel, München 1986. ISBN 3-466-34147-7. Überarbeitete Neuauflage von der Stiftung für Jung'sche Psychologie Küsnacht, 2012. ISBN 978-3-908116-72-1.
- 1987 Der ewige Jüngling. Der Puer Aeternus und der kreative Genius im Erwachsenen. Übers. aus d. Englischen von Waltraut Körner. Kösel, München 1987. ISBN 3-466-34182-5. Überarbeitete Neuauflage unter dem Titel Puer Aeternus. Ewiger Jüngling und Kreativer Genius, Stiftung für Jung'sche Psychologie Küsnacht, 2002. ISBN 978-3-908116-64-6.
- 1987 Wissen aus der Tiefe. Über Orakel und Synchronizität. Engl. Originaltitel "On Divination and Synchronicity. The Psychology of Meaningful Chance" 1980, übersetzt von Waltraut Körner. Knaur, München 1987. ISBN 3-426-04017-4.
- 1988 Psyche und Materie. Ausgewählte Schriften. Daimon, Einsiedeln/Zürich 1988. (Gesammelte Aufsätze Bd. 2). ISBN 3-85630-028-7.
- 1990 Psychotherapie. Erfahrungen aus der Praxis. (Gesammelte Aufsätze Bd. 3). Daimon, Einsiedeln/Zürich 1990. ISBN 3-85630-036-8.
- 1990 Schöpfungsmythen. Bilder der schöpferischen Kräfte im Menschen. Kösel, München 1990. ISBN 3-466-34250-3. Wieder aufgelegt als Schöpfungsmythen. Modelle der Bewusstwerdung im Menschen, Verlag Stiftung für Jung'sche Psychologie, Küsnacht 2013. ISBN 978-3-908116-73-8.
- 1994 Archetypische Dimensionen der Seele. Daimon, Einsiedeln/Zürich 1994. ISBN 3-85630-040-6.

nach ihrem Tod erschienen:
- 2001 Fenster zur Ewigkeit. Die Malerei von Peter Birkhäuser, Jungiana Reihe B Band 7, Stiftung für Jung'sche Psychologie, Küsnacht 2001. ISBN 3-908116-55-4.
- 2006 Kitāb Ḥall ar-Rumūz by Muhammad Ibn Umail. Psychological Commentary by Marie-Louise von Franz. Edited by Theodor Abt. Living Human Heritage Publications, Zurich 2006. ISBN 978-3-9522608-3-8. Kommentar der Marie-Louise von Franz, den sie während ihrer letzten Lebensjahre diktiert hatte, mit einer verbesserten Übersetzung des kommentierten arabischen Textes. In privater, nicht zitierfähiger Edition publiziert als Muhammad Ibn Umail's HALL AR-RUMUZ ('Clearing of Enigmas') ohne Ort und Verlag 1999. Ohne ISBN.
- 2008 Die Katze. Ein Märchen über die Erlösung des Weiblichen. Originaltitel The Cat. A Tale of Feminine Redemption, 1999. Übersetzung aus dem Englischen von G. Tak Kappes. Stiftung für Jung'sche Psychologie, Küsnacht 2008 (deutsche Erstausgabe). ISBN 978-3-908116-68-4.
- 2008 Alchemie. Eine Einführung in ihre Symbolik. Stiftung für Jung'sche Psychologie, Küsnacht 2009 (deutsche Erstausgabe, nach einer Vorlesung von 1959). ISBN 978-3-908116-69-1
- 2009 Aktive Imagination und Alchemie. (Engl. Original: Alchemical Active Imagination, 1979). Übersetzung aus dem Englischen von Renate Kehl-Isler. Stiftung für Jung'sche Psychologie, Küsnacht 2009 (deutsche Erstausgabe). ISBN 978-3-905681-53-6.